# Világtörténelem (Ribáry–Molnár–Marczali)
A Ribáry–Molnár–Marczali-féle Világtörténelem, pontos nevén Világtörténelem a mívelt magyar közönség számára egy 8 + 1 kötetes magyar egyetemes történeti mű a 19. század második feléből.

## Leírás
A mintegy 5700 oldalas mű Ribáry Ferenc, Molnár Antal, és Marczali Henrik tollából jelent meg 1879 és 1885 között, Mehner Vilmos kiadásában. Tulajdonképpen a sorozat 9., kiegészítő kötetének tekinthető a kiadó kérésére az ugyancsak Marczali által készült 1892-es A legujabb kor története 1825–1880 is.
A műről az Egyetemes Philologiai Közlönyben és a Pesti Naplóban jelent meg ismertetés.
A műnek elektronikus kiadása nem létezik, reprint kiadásban pedig csak a II. és a III. kötete jelent meg az Anno- és a Laude Kiadó gondozásában a közelmúltban:
- Ribáry Ferenc: Az Ókori Görögország története, Anno Bt., Budapest, é. n. [2000 körül], ISBN 963-9066-63-X, 674 p
- Ribáry Ferenc: Róma története, Laude Kiadó, Budapest, é. n. [2000 körül], ISBN 963-9120-21-9, 704 p

## Kapcsolódó képek
A kötetek díszes borítóval, tipográfiával, egész oldalas- és szövegképekkel gazdagon illusztrálva jelentek meg. Ebből mutat be a Wikipédia egy válogatást:
- Az első kötet címlapja
- Egész oldalas kép 
(elforgatva)
- Szövegkép
- Címlapszerű egész oldalas kép 
(a címlap után)
- Szövegkép
- Szövegkép
- Egész oldalas kép
- Fejezetdísz

## Kötetbeosztás
|             | Kötetszám                                                                                  | Kötetcím                                      | Szerző          | Kiadási év |
| ----------- | ------------------------------------------------------------------------------------------ | --------------------------------------------- | --------------- | ---------- |
|             | I. kötet                                                                                   | Az ó-kor története – A keleti népek története | Ribáry Ferenc   | 1879       |
| II. kötet   | Az ó-kor története II. – Görögország és Macedonia története                                | Ribáry Ferenc                                 | 1880?           |            |
| III. kötet  | Az ó-kor története III. – A Római Birodalom története                                      | Ribáry Ferenc                                 | 1881            |            |
| IV. kötet   | A középkor története I. – A népvándorlástól a keresztes háborúkig                          | Molnár Antal                                  | 1881            |            |
| V. kötet    | A középkor története II. – A tatárjárástól a reformatio kezdetéig                          | Molnár Antal                                  | 1882            |            |
| VI. kötet   | Az ujkor története I. – A reformatiótól a vesztfáliai békeig                               | Marczali Henrik                               | 1883            |            |
| VII. kötet  | Az ujkor története II. – A harminczéves háborutól a nagy franczia forradalomig             | Marczali Henrik                               | 1884            |            |
| VIII. kötet | Az ujkor története III. – A demokratikus mozgalmak és a franczia forradalom kora 1774-1830 | Marczali Henrik                               | 1885            |            |
|             |                                                                                            |                                               |                 |            |
|             | (IX. kötet)                                                                                | A legujabb kor története 1825–1880            | Marczali Henrik | 1892       |